# Santa Ana (Tucumán)
Santa Ana è una città dell'Argentina, appartenente alla provincia di Tucumán, situata a 85 km a sud del capoluogo provinciale San Miguel de Tucumán.